# Labyrint (opera)
Labyrint (v anglickém originále Labyrinth nebo The Labyrinth) je televizní opera italsko-amerického skladatele Giana Carla Menottiho na vlastní libreto. Vznikla pro stanici National Broadcasting Company a v podání jejího souboru NBC Television Opera Theater byla vysílána poprvé 3. března 1963.

## Vznik a charakteristika díla
Labyrint byl po rozhlasové opeře Stará panna a zloděj a televizních operách Amahl a noční návštěvníci a Maria Golovin již čtvrtou zakázkou, kterou Menotti dostal od NBC. Skladatel později zdůrazňoval, že většina jeho děl psaných pro rozhlas nebo televizi byla psána též s vyhlídkou na jevištní podobu, s jedinou výjimkou Labyrintu: „… Ale je jiná opera, kterou jsem napsal specificky pro kinematické médium a která nikdy nezpopulárněla, The Labyrinth. Ta by nikdy nemohla být předvedena na divadle, je opravdu jen pro televizi nebo film. Bohužel se jí nikdo neujal, ale doufám, že jednou ji někdo znovu provede, protože myslím, že je to zajímavý případ toho, jak lze napsat operu pro film.“
Skladatel označil Labyrint za „surrealistickou operu“; symbolický děj sledoval ženicha a nevěstu na svatební cestě v hotelu, kde nemohou najít klíč od svého pokoje. Opera trvá 45 minut. Vyžaduje různé filmové a fotografické triky (rozdělená obrazovka, vícenásobná expozice…).
Kritika jako obvykle u Menottiho nebyla jednotná: například F. Merklin víceméně pozitivně napsal: „Hudba kličkuje od parodie velké opery přes da capo árie k popové euforii weillovského slohu; Labyrint vykazuje ukázněný lyricismus, jako by Menotti našel nové kořeny.“, zato R. Sabin byl mnohem příkřejší: „Nejzajímavější pasáž byla ta, která napodobovala zvuk vody vypouštěné potrubím, a člověk si přál, aby ji opera bezodkladně následovala. Celá věc byla horší než hollywoodský film třetí kategorie.“ Známý kritik The New York Times Harold C. Schonberg ve své recenzi napsal: „Menotti se vrací k postupům, které používal vždycky: útržky kanonické imitace, parlandové úseky, pucciniovské melodie, banální valčíková témata… [Opera] skončila jako alegorie, která měla všechny rozměry Möbiovy pásky: příklad rafinované televize a filmu 60. let 20. století na pozadí hudby prakticky z 90. let 19. století… Celkově je Labyrint jedním z nejřidších hudebních lektvarů, jaký kdy dal Menotti dohromady.“
Na NBC byla vysílána nakonec jen jednou (3. 3. 1963). Druhé vysílání bylo plánováno na 24. listopadu 1963, ale neuskutečnilo se v důsledku změn televizního programu v reakci na zavraždění prezidenta Kennedyho o dva dny dříve. Poté již vysílána nebyla, ač Menotti v roce 1981 hovořil o chystané francouzské podobě. Ze „sladkých a stříbřitých“ árií z Labyrintu se árie nevěsty stále součástí koncertního repertoáru amerických sopranistek.

## Osoby a první obsazení
| Osoba                      | hlasový obor     | světová premiéra (3.3.1963)        |
| -------------------------- | ---------------- | ---------------------------------- |
| Ženich                     | baryton          | John Reardon                       |
| Nevěsta                    | soprán           | Judith Raskin                      |
| Vyzvědačka                 | mezzosoprán      | Elaine Bonazzi                     |
| Starý šachista             | bas              | Robert White                       |
| Výkonná ředitelka          | mezzosoprán      | Beverly Wolff                      |
| Tajemník výkonné ředitelky | …                | Bob Rickner                        |
| Kosmonaut                  | tenor            | Frank Poretta                      |
| Smrt / Referent            | bas              | Leon Lishner                       |
| Asistent Smrti             | bas              | ohn West                           |
| Hotelový sluha             | chlapecký soprán | Nikiferos Naneris                  |
| Italský operní pěvec       | bas              | Eugene Green                       |
| Sbor                       |                  |                                    |
| Dirigent:                  | Dirigent:        | Herbert Grossman                   |
| Režie:                     | Režie:           | Gian Carlo Menotti / Kirk Browning |
| Výprava:                   | Výprava:         | Noel Taylor                        |
| Kostýmy:                   | Kostýmy:         | Warren Clymer                      |

## Instrumentace
Flétna (pikola), hoboj (anglický roh), clarinet (basklarinet), fagot, dva lesní rohy, trubka, pozoun, bicí souprava, klavír, troje housle, viola, violoncello, kontrabas.